# Monika Sosnowska
Monika Sosnowska es una artista visual nacida en Ryki, Polonia, el 7 de mayo de 1972. Su trabajo se enfoca principalmente en la escultura. Ha colaborado y expuesto en distintos espacios y galerías en Estados Unidos, Alemania, Italia, Suiza, México, entre otros, y ha sido reconocida con algunos galardones.

## Formación
Sosnowska estudió en la Schola Posnaniesis de Poznań, Polonia entre los años de 1992 y 1993. Después ingresó al Departamento de Pintura de la Academia de Artes Plásticas de Poznań donde permaneció durante cinco años. En este lugar es donde comenzó a jugar con obras en dos dimensiones y espacios para abandonar el lienzo y pasar a trabajar en espacios completos para la creación de obras en tres dimensiones. También realizó estudios de maestría en 1999 en la Rijksakademie van Beeldende Kunsten en Ámsterdam, Holanda, y fue artista residente en Sapporo, Japón.

## Obra artística

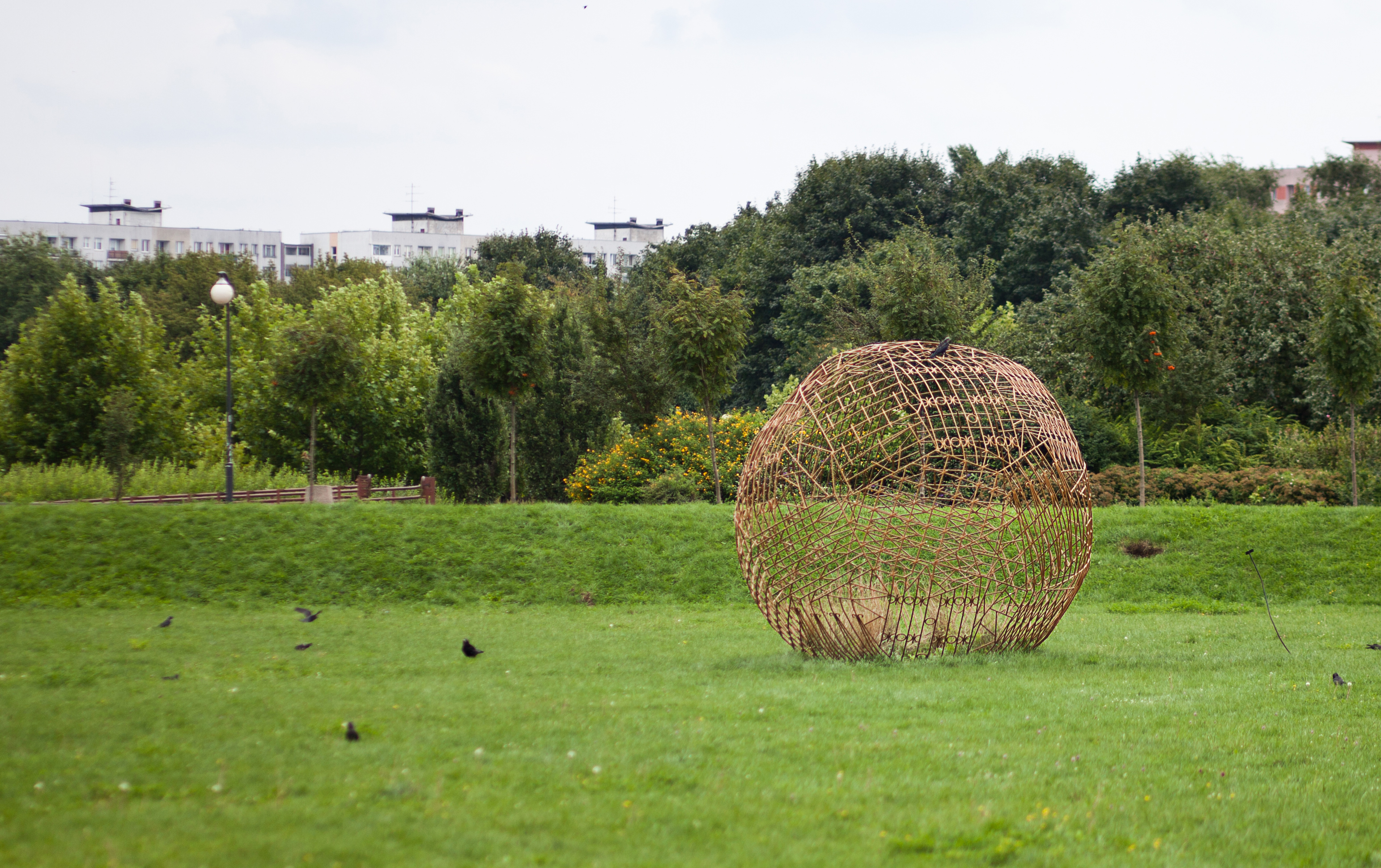
Monika Sosnowska, Krata (Valla), 2009

La obra de Monika Sosnowska busca transformar el espacio arquitectónico mismo que interviene con esculturas, diseñadas para cada espacio específico, creadas con materiales industriales tales como metal y concreto, entre otros. También realiza estas intervenciones con instalaciones de cuadros «surreales» a fin de modificar la percepción de las formas arquitectónicas del lugar. Su obra intenta jugar con las sensaciones del caos e incertidumbre con respecto al espacio en el que el espectador se encuentra a través de recursos como la abstracción de la percepción, y la reestructuración de las formas.